# Batrachylidae
Batrachylidae (Gallardo, 1865) è una famiglia di anfibi dell'ordine degli Anuri, presenti in nella zona centro meridionale del Cile sul confine con l'Argentina. 

## Tassonomia
La famiglia comprende 12 specie raggruppate in quattro generi:
- Atelognathus Lynch, 1978 (5 spp.)
- Batrachyla Bell, 1843 (5 spp.)
- Chaltenobatrachus Basso, Úbeda, Bunge, and Martinazzo, 2011 (1 sp.)
- Hylorina Fitzinger, Bell (1 sp.)

Prima della revisione tassonomica, le specie ricomprese erano 15, considerando anche Atelognathus jeinimenensis.  Dal 2006 è considerata solo un sinonimo della specie Atelognathus salai.